# Leopoldo Torlonia
Il duca Leopoldo Torlonia (Roma, 25 luglio 1853 – Frascati, 23 ottobre 1918) è stato un politico italiano.

## Biografia
Figlio di Giulio Torlonia, II duca di Poli e Guadagnolo e di sua moglie Teresa Chigi Albani Della Rovere (figlia di Sigismondo Chigi Albani della Rovere, VI principe di Farnese), Leopoldo era membro della nobile famiglia romana dei Torlonia nonché nipote di Marino Torlonia ed esordì in politica nel 1877, appena laureatosi, entrando a far parte del consiglio comunale di Roma per diventare membro della giunta l'anno successivo nell'amministrazione di Emanuele Ruspoli.
Deputato della destra nel 1877 abbandonò la carica essendo stato nominato facente funzioni sindaco di Roma nel maggio 1882. Durante la sua amministrazione si incominciò ad utilizzare l'attuale stemma di Roma. Divenne Sindaco di Roma solo il 7 maggio 1887. Nelle vesti di sindaco rese visita al cardinale vicario Lucido Maria Parocchi per trasmettere a papa Leone XIII gli auguri per il suo giubileo sacerdotale (il cinquantesimo anno di sacerdozio). Il presidente del Consiglio Francesco Crispi, irato per tale gesto, ottenne dal re Umberto I la sua destituzione (31 dicembre 1887).
Torlonia fu coinvolto nello scandalo della Banca Romana
Si sposò tre volte: nel 1885 con una cittadina greca, l'anno successivo con Eleonora Monroy e nel 1892 con Amalia Colonna di Stigliano. Ebbe il titolo di terzo duca di Poli e di Guadagnolo.

## Antenati
|                                      |                                    |                                      | Genitori                         |  |  | Nonni |  |  | Bisnonni                   |  |  | Trisnonni        |  |
|                                      |                                    |                                      |                                  |  |  |       |  |  | Giovanni Raimondo Torlonia |  |  | Marin Tourlonais |  |
|                                      |                                    |                                      |                                  |  |  |       |  |  | Giovanni Raimondo Torlonia |  |  | Marin Tourlonais |  |
|                                      |                                    | Mariangela Lanci                     |                                  |  |  |       |  |  | Giovanni Raimondo Torlonia |  |  |                  |  |
| Marino Torlonia                      |                                    |                                      |                                  |  |  |       |  |  | Giovanni Raimondo Torlonia |  |  |                  |  |
|                                      |                                    | Anna Maria Schultheiss               | Johannes Schultheiss             |  |  |       |  |  |                            |  |  |                  |  |
|                                      |                                    | Anna Maria Schultheiss               | Johannes Schultheiss             |  |  |       |  |  |                            |  |  |                  |  |
|                                      |                                    | Anna Maria Schultheiss               | Frida Bernstein                  |  |  |       |  |  |                            |  |  |                  |  |
| Giulio Torlonia                      |                                    | Anna Maria Schultheiss               |                                  |  |  |       |  |  |                            |  |  |                  |  |
|                                      |                                    | Francesco Sforza Cesarini            | Gaetano Sforza Cesarini          |  |  |       |  |  |                            |  |  |                  |  |
|                                      |                                    | Francesco Sforza Cesarini            | Gaetano Sforza Cesarini          |  |  |       |  |  |                            |  |  |                  |  |
|                                      |                                    | Francesco Sforza Cesarini            | Marianna Gaetani                 |  |  |       |  |  |                            |  |  |                  |  |
| Anna Sforza Cesarini                 |                                    | Francesco Sforza Cesarini            |                                  |  |  |       |  |  |                            |  |  |                  |  |
|                                      |                                    | Geltrude Conti                       | Alessandro Conti                 |  |  |       |  |  |                            |  |  |                  |  |
|                                      |                                    | Geltrude Conti                       | Alessandro Conti                 |  |  |       |  |  |                            |  |  |                  |  |
|                                      |                                    | Geltrude Conti                       | Marianna Conti                   |  |  |       |  |  |                            |  |  |                  |  |
| Leopoldo Torlonia                    |                                    | Geltrude Conti                       |                                  |  |  |       |  |  |                            |  |  |                  |  |
|                                      | Agostino Chigi Albani della Rovere | Sigismondo Chigi Albani della Rovere |                                  |  |  |       |  |  |                            |  |  |                  |  |
|                                      | Agostino Chigi Albani della Rovere | Sigismondo Chigi Albani della Rovere |                                  |  |  |       |  |  |                            |  |  |                  |  |
|                                      | Agostino Chigi Albani della Rovere | Flaminia Odescalchi                  |                                  |  |  |       |  |  |                            |  |  |                  |  |
| Sigismondo Chigi Albani della Rovere | Agostino Chigi Albani della Rovere |                                      |                                  |  |  |       |  |  |                            |  |  |                  |  |
|                                      |                                    | Amalia Barberini Colonna             | Carlo Barberini Colonna          |  |  |       |  |  |                            |  |  |                  |  |
|                                      |                                    | Amalia Barberini Colonna             | Carlo Barberini Colonna          |  |  |       |  |  |                            |  |  |                  |  |
|                                      |                                    | Amalia Barberini Colonna             | Giustina Borromeo Arese d'Angera |  |  |       |  |  |                            |  |  |                  |  |
| Teresa Chigi Albani della Rovere     |                                    | Amalia Barberini Colonna             |                                  |  |  |       |  |  |                            |  |  |                  |  |
|                                      |                                    | Luigi Doria Landi Pamphili           | Andrea Doria Landi Pamphili      |  |  |       |  |  |                            |  |  |                  |  |
|                                      |                                    | Luigi Doria Landi Pamphili           | Andrea Doria Landi Pamphili      |  |  |       |  |  |                            |  |  |                  |  |
|                                      |                                    | Luigi Doria Landi Pamphili           | Leopolda di Savoia-Carignano     |  |  |       |  |  |                            |  |  |                  |  |
| Leopoldina Doria Landi Pamphili      |                                    | Luigi Doria Landi Pamphili           |                                  |  |  |       |  |  |                            |  |  |                  |  |
|                                      |                                    | Teresa Orsini                        | Domenico Orsini                  |  |  |       |  |  |                            |  |  |                  |  |
|                                      |                                    | Teresa Orsini                        | Domenico Orsini                  |  |  |       |  |  |                            |  |  |                  |  |
|                                      |                                    | Teresa Orsini                        | Faustina Caracciolo              |  |  |       |  |  |                            |  |  |                  |  |
|                                      |                                    | Teresa Orsini                        |                                  |  |  |       |  |  |                            |  |  |                  |  |